# Da qui a un anno
Da qui a un anno è stato un programma televisivo italiano di genere reality, prodotto da Magnolia e andato in onda dal 30 marzo al 4 maggio 2018 sul canale Real Time.
Il programma, tratto dal format britannico This time next year di ITV, era scritto da Barbara Boncompagni, Alessia Ferranti, Federico Modugno, Giona Peduzzi, Massimo Righini e Piera Sorrentino.

## Il programma
La trasmissione offriva a persone comuni la possibilità di raccontare il proprio percorso per modificare il proprio aspetto esteriore, correggere difetti fisici o affrontare fobie, ansie o dipendenze, ma anche migliorare la propria vita in generale. Le persone entravano in studio e raccontavano il proprio obiettivo; successivamente uscivano dalla stessa porta per rientrare un attimo dopo da un'altra porta, essendo però passato un anno. Per il pubblico il passaggio durava pochi secondi, per i protagonisti invece era passato un anno intero (l'illusione è mantenuta dall'identico aspetto esteriore della conduttrice). 

## Edizioni
| Edizione | Inizio        | Fine          | Giorno  | Conduzione   | Puntate | Rete televisiva |
| -------- | ------------- | ------------- | ------- | ------------ | ------- | --------------- |
| Unica    | 30 marzo 2018 | 4 maggio 2018 | Venerdì | Serena Rossi | 6       | Real Time       |

### Ascolti
| Puntata | Data           | Telespettatori                        | Share                              |
| ------- | -------------- | ------------------------------------- | ---------------------------------- |
| 1       | 30 marzo 2018  | 487.000 (considerando solo Real Time) | 2.1% (considerando solo Real Time) |
| 2       | 6 aprile 2018  | 504.000                               | 2%                                 |
| 3       | 13 aprile 2018 | 277.000                               | 1.1%                               |
| 4       | 20 aprile 2018 | -                                     | -                                  |
| 5       | 27 aprile 2018 | 279.000                               | 1.2%                               |
| 6       | 4 maggio 2018  | -                                     | -                                  |